# 名谷インターチェンジ
名谷インターチェンジ（みょうだにインターチェンジ）は、兵庫県神戸市垂水区名谷町にある、第二神明道路のインターチェンジである。名谷パーキングエリアが併設されているが、第二神明道路上り線のみ利用できる。なお、PAからICに出ることもICからPAに入ることもできない。1.5km程東に垂水パーキングエリアがあり、機能を補完しあっている。
また、第二神明道路と第二神明道路北線との連絡道路である阪神高速5号湾岸線への接続のため名谷ジャンクションが併設されている。
西日本高速道路関西支社第二神明道路事務所が併設されている。
名谷ジャンクション（みょうだにジャンクション）は、上り（須磨）方面への出口と上り方面からの入口のみのハーフJCTとなっているため、第二神明道路明石方面から神戸淡路鳴門自動車道淡路島・徳島方面利用する場合は、名谷ICで一旦降りて垂水ICに入る。また、阪神高速5号湾岸線からPAには入れない。したがって、第二神明道路から第二神明道路北線へ乗り継げるのは上り方面から来る車両のみとなっている。
阪神高速3号神戸線方面から神戸淡路鳴門自動車道へ乗り継ぐには、この名谷JCTと垂水JCTを利用することになる。
尚、名谷ジャンクション付近で将来供用予定の阪神高速5号湾岸線大阪方面と接続させる計画がある。

## 接続する道路
- 兵庫県道21号神戸明石線
- 神戸市道 東垂水名谷線

## 料金所

### 名谷料金所
- ブース数：2
  - ETC専用：1
  - ETC/一般：1

## 周辺
- 垂水区役所
- ジェームス山
- 神戸市立平磯海釣り公園
- ヤマダアウトレット垂水店

## 隣
E93 第二神明道路
(1) 須磨IC - 垂水PA（下り線のみ）- (2) 名谷IC/JCT/PA（上り線のみ） - (3) 高丸IC
阪神高速5号湾岸（垂水）線
駒ヶ林南出入口（予定） - (5-17) 名谷JCT - (5-18) 名谷出入口（未設置） - (5-21) 垂水JCT